# Bagh-e Chaveshi
Bagh-e Chaveshi of Bagh-e Chāveshī (Perzisch: باغ چاوشي) is een dorp in de dehestān (rurale gemeente) Ramjin, in de provincie Alborz in Iran. Het dorp had in 2006 35 inwoners, die verdeeld waren over 11 families.